# 壺井むつ美
壺井 むつ美（つぼい むつみ、1963年8月1日 - ）は、日本のアイドル歌手。本名は坪井睦。別名は坪井むつ美。北海道札幌市出身。身長155cm。所属していた事務所はゴールデンミュージックプロモーション。

## 来歴
札幌市立光陽小学校から光陽中学へ進むと、3年の時にフジテレビ系列で放映されていた君こそスターだ!に出演して、第24代グランドチャンピオンに輝いた。1979年4月に地元の大谷高校へ進学するも、7月にはデビューのために上京して大東学園高校へ転入した。以降、山口百恵を目標にレッスンを続けると、その年の11月にはポリドール・レコードから「自転車通学」というタイトルの青春歌謡を思わせる曲で歌手デビューを果たした。1980年2月には2枚目のシングルとなる「高校野球」をリリースすると、名前を壺井むつ美から坪井むつ美へ改名した。続いて、グリコのCMや水着のグラビア撮影などのためにハワイへも赴いた。その後、3枚目のシングル及びドラマ出演の予定もあったものの、結局、次のシングルが出されることはなく、帰郷して引退と相成った。

## 人物
趣味は宛名のない手紙を書くこと。好きな食べ物はカレー、天ぷら、おじや。キッスを始めとして、ビリー・ジョエル、ボストンなども聴く洋楽ファン。少女漫画も好きで、陸奥A子、吉田まゆみのファン(以上は1979年当時の嗜好)。
中学時代は学級委員を務めていた。一見おしとやかそうに見えるが、教師をおちょくったり、ギャーギャー騒いだりして、一番目立つ存在でもあった。
「自転車通学」という曲でレコードデビューをしたものの、中学時代は自転車通学が禁止されており、高校では遠すぎたために、実際には自転車での通学を経験していないと雑誌明星での取材で語っている(しかし、テレビではラビット関根（現：関根勤）にその点を尋ねられた際に、2キロほどの道のりを自転車通学していたと語っている)。
雑誌BOMB1986年5月号における西村知美と林家しん平の対談では、西村が自分のレコードを出身中学の玄関に飾ってもらっていると発言すると、しん平が「それ、やめた方がいいよ」と、壺井むつ美も学校にレコードが飾られていたケースを引き合いに出した。「かわいい女の子だったけど、アッという間に芸能界からいなくなっちゃったんだよね。でも、未だに壺井むつ美のポスターが音楽室に貼ってあるの。シューベルトなんかと一緒に（笑）。知美ちゃんも早くはずしてもらった方がいい（笑）」
。

## ディスコグラフィ

### シングル
- 「自転車通学／女学生」（1979.11.1、ポリドール）
- 「高校野球／押し花だより」（1980.2.21、ポリドール）